# Casa de Balliol

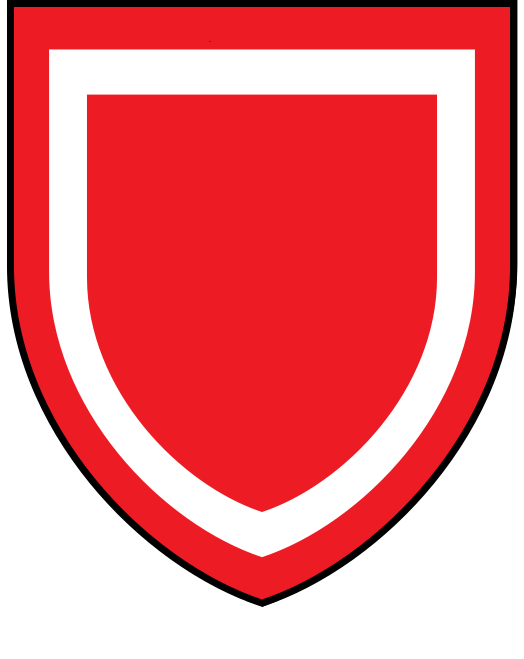
Escudo de armas de la Casa Balliol

La casa de Balliol (de Bailleul) fue una familia noble anglo-normanda originaria de Bailleul, de apellido Picard, que poseyó algunas tierras en Inglaterra durante el reinado de Guillermo el Rojo. A finales de los siglos XIII y XIV, dos miembros de la casa eran reyes de Escocia.

## Lista de los titulares de las fincas Balliol

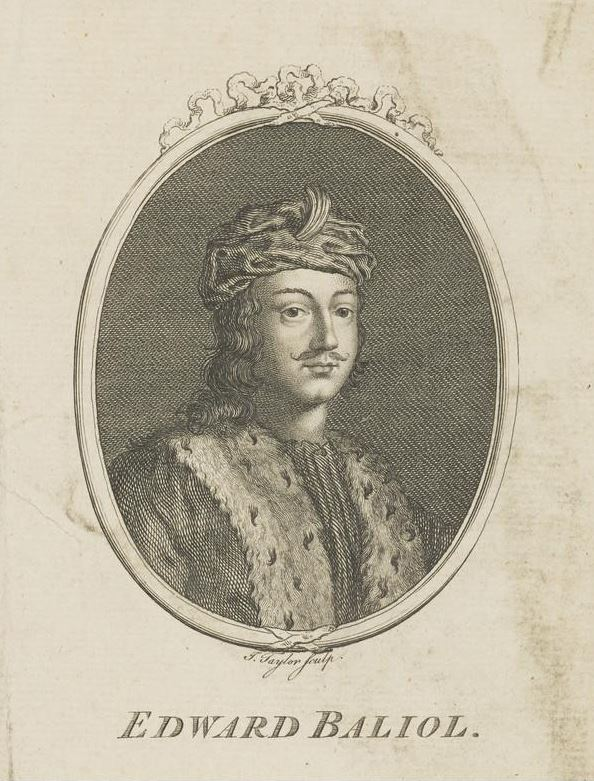
Eduardo de Balliol, Rey de Escocia

- Guy de Balliol (c. 1065-1122)), señorío establecido en Inglaterra del norte en 1090
- Bernard I de Balliol (muerto 1154- 1162), sobrino de Guy
- Guy I de Balliol (muerto tempranamente entre 1160-1167), hijo de Bernard
- Bernard II de Balliol (muerto en 1190), hermano del anterior
- Eustace de Balliol (muerto en 1209), primo del anterior
- Hugh de Balliol (muerto en 1229), hijo del anterior
- Juan I de Balliol (muerto en 1268), hijo del anterior, el fundador de la Balliol College
- Juan II de Balliol (muerto en 1314), hijo del anterior, gobernador de 1292 a 1296, y reclamó el trono como tatara-tatara-tatara-nieto de David I de Escocia de la Casa de Dunkeld.
- Eduardo de Balliol (muerto en 1364), el mayor de los hijos de John, quién gobernó en nombre de Escocia, de 1332 a aproximadamente 1338 en concurso con David II de Escocia de la Casa de Bruce.

Ambos Balliols tuvieron el apoyo inglés para sus reclamos; pero ambos fueron depuestos. Eduardo murió sin descendencia, pero la descendencia Balliol continuo a través de su primo Christine de Lindsay (nieta de Juan II), quién se casó con Enguerrand V, Señor de Coucy, a los señores de Coucy y en última instancia los reyes Borbones de Francia y España.